# Ortel Mobile
Die Ortel Mobile N.V. ist ein Mobilfunk-Discounter-Konzern mit Sitz in Den Haag/Niederlande. Nach eigenen Angaben ist der Konzern einer der größten Prepaid-Anbieter Europas. Dabei ist sie als eine Holding einzustufen. Die Marke ist in Deutschland, Schweiz, Niederlande, Belgien, Frankreich und Spanien präsent.
Gründer und Inhaber des Unternehmens ist Celal Oruç (CEO und President), der mit Wilfred Rottier (Executive VP Sales, Marketing & Business Development) und Danny Gorter (Executive VP Finance, Organisation & Legal) das Management von Ortel Mobile bildet.

## Geschichte
Ortel Mobile wurde im Frühjahr 2005 in Den Haag/Niederlande gegründet. Im Juni 2005 brachte sie ein Prepaid-Mobilfunkset auf den Mobilfunkmarkt. Im Jahre 2006 wurde die Tochtergesellschaft Ortel Mobile GmbH in Deutschland gegründet. Im März 2008 wurde eine Anteilsmehrheit an die KPN Mobile verkauft.
Im Geschäftsjahr 2007 hatte Ortel Mobile in den Niederlanden, Deutschland und Belgien einen Umsatz von 87 Mio. Euro. In den Niederlassungen in Den Haag, Antwerpen und Düsseldorf werden 56 Mitarbeiter beschäftigt.
Ortel Mobile Deutschland gab am 18. Juni 2008 bekannt, den einmillionsten Kunden in Deutschland zu haben.
Ende 2007 hatte Ortel den Kundenstamm des belgischen Discounters Ilycom übernommen. Anfang April 2009 werden die Kunden der belgischen IDT Mobile übernommen.
Ortel Mobile Deutschland ist insbesondere 2015 und 2016 mit innovativen Produkten, z. B. CROSS oder einer 10 GB Daten-Flatrate, im Markt stark gewachsen. 2016 wurde die Ortel Mobile App in Deutschland in viele Sprachen, u. a. arabisch, übersetzt, um insbesondere im Zielsegment der Flüchtlinge mehr Marktanteile zu gewinnen.
Nach der Fusion von E-Plus und O2 wurden aufgrund interner Konsolidierungen der Marken der Telefónica Germany, zu dem auch der deutsche Ableger gehört, einige Tarife eingestellt.